# 坂田奈弖麻呂
坂田 奈弖麻呂（さかた の なでまろ）は、平安時代初期の貴族。氏姓は槻本公のち坂田宿禰。右兵衛佐・槻本老の子。官位は従四位下・大和守。

## 経歴
桓武朝の延暦16年（797年）外従五位下・内蔵助に叙任される。延暦18年（799年）長門守として地方官に転じる。延暦22年（803年）桓武天皇の皇太子時代における父の老の奉仕を賞され、弟の豊人・豊成とともに昇叙されて奈弖麻呂は内位の従五位上となり、槻本公から坂田宿禰姓へ改姓した。
平城朝では大同3年（808年）正五位下、大同4年（809年）造東寺長官に叙任される。弘仁元年（810年）薬子の変では嵯峨天皇側であったらしく、乱の発生に伴い従四位下・大和守に叙任されている。
弘仁9年（818年）2月4日卒去。最終官位は散位従四位下。

## 官歴
『日本後紀』による。
- 延暦16年（797年） 正月11日：外従五位下。2月9日：内蔵助
- 延暦18年（799年） 正月29日：長門守
- 延暦22年（803年） 正月10日：従五位上（内位）、槻本公から坂田宿禰姓へ改姓
- 大同3年（808年） 正月25日：正五位下
- 大同4年（809年） 2月13日：造東寺長官
- 弘仁元年（810年） 9月10日：従四位下・大和守
- 弘仁9年（818年） 2月4日：卒去（散位従四位下）

## 系譜
- 父：槻本老[1]
- 母：不詳
- 妻：槻本老の娘
  - 次男：南淵弘貞（776-833）[2]
  - 三男：南淵永河（777-857）[3]